# Districte de Long Phú
El districte de Long Phú es un districte de la provincia de Soc Trang. a la regió del Delta del Mekong, a la part baixa del riu Hau, al sud del Vietnam. El districte té, segons el cens de 2019, una població de 94.255 habitants, distribuïts en 72.481 habitants en zones rurals i 21.774 en zones urbanes. El districte te una superfície de 263,82 km² i es divideix en 11 unitats administratives: dues ciutats; Long Phu, la capital de districte, i Dai Ngai i nou comunes; Long Phu, Tan Thanh, Truong Khanh, Hau Thanh, Song Phung, Long Duc, Chau Khanh i Phu Huu.